# زاوية الغبارنة
زاوية الغبارنة أو زاوية سيدي علي الغبريني أو زاوية خميس الخشنة أو زاوية الفندق هي إحدى الزوايا في الجزائر الواقعة في بلدية خميس الخشنة بولاية بومرداس والتابعة لمنهاج الطريقة الرحمانية.

## التأسيس
أسست زاوية الغبارنة خلال القرن السادس عشر الميلادي من أجل التربية والتعليم في موقع «قرية أولاد علي» في أعالي بلدية خميس الخشنة في جبال الخشنة غير بعيد عن جبل بوزقزة، وكانت بمثابة منارة استضاء بها أهل جبال خميس الخشنة في منطقة القبائل لقرون.

## الإغلاق في 1957م
واصلت زاوية الغبارنة تأدية رسالتها منذ تاريخ تأسيسها إلى غاية عام 1957م، تاريخ إقدام سلطات الاحتلال الفرنسي للجزائر على غلقها بعد انعقاد مؤتمر الصومام.
وقد تم أثناء الهجوم الفرنسي قتل شيخها المجاهد عبد القادر كلالشة الذي قُتِل تحت التّعذيب رفقة ستة من تلامذته.
ويُعتبر الشهيد عبد القادر كلالشة من عائلة الغبريني، إلا أنه غَيَّرَ اسمه أثناء نضاله في الحركة الوطنية الجزائرية من عبد القادر الغبريني إلى لقب كلالشة هروباً من مطاردة سلطات الاحتلال له.
وترك بعد استشهاده ابنه سليم كلالشة (1945م-1989م) يتيما عمره 12 عاما.

## إعادة الفتح في 1989م
ظلّت زاوية الغبارنة مغلقة منذ 1957م إلى غاية تاريخ 2 فيفري 1989م أين قام الدكتور سليم كلالشة (1945م-1989م) بدعم قريبه الشيخ الحاج علي غبريني بفتحها مجدّداً للقيام بنفس الدور الذي تأسّست من أجله وهو التّنوير الديني ونشر رسالة الإسلام السمحاء.
ذلك أن إعادة فتح الزاوية كانت الشغل الشاغل للدكتور سليم كلالشة الذي كان والده الإمام عبد القادر كلالشة آخر شيوخها قبل أن يستشهد تحت وطأة التعذيب.
فقد تلقى سليم كلالشة اتصالات عديدة من مواطنين، لإعادة فتح الزاوية خلال عام 1989م، فكان ذلك حافزا له وشرع على الفور في لقاءات لهذا الغرض، ولم تمض الأيام حتى تحصلت الجمعية الدينية المخصصة لهذا المشروع على الاعتماد بفضل مجهوداته.
وكان يهدف إلى تحويل الزاوية إلى منارة وقلعة للعلم يتخرج منها حفظة وعلماء القرآن.

## الإغلاق في 1993م
واصلت زاوية الغبارنة تأدية رسالتها منذ تاريخ إعادة افتتاحها في 1989م إلى غاية عام 1993م، تاريخ إغلاقها من جديد.
فقد أجبر الإرهاب في الجزائر سنة 1993م القائمين على الزاوية على غلقها ومغادرة مقرها.

## إعادة الفتح في 2009م
ظلّت زاوية الغبارنة مغلقة من 1993م إلى غاية 2009م، حيث قامت مجموعة من الشيوخ بفتح مدرسة قرآنية في مدينة خميس الخشنة تمهيدا لاستعادة نشاط الزاوية في مقرها الأصلي.
وقد عادت اليوم مدرسة قرآنية يتلقى فيها أفواج من العمال والطلبة علوم الشريعة والفقه وفق المرجعية الدينية الجزائرية.

## تطوير وتوسعة الزاوية
يجري حاليا التخطيط لبناء مقر جديد وفسيح يليق بمقام وتاريخ زاوية الغبارنة التي هي مؤسّسة دينية يمتد تاريخها إلى أربعة قرون خلت.
وقد ناشد سكان خميس الخشنة مصالح والي بومرداس خلال عام 2017م من أجل التدخل وإعادة الاعتبار للمقر الأصلي لزاوية الغبارنة المصنفة كمعلم ديني تخرّج منه عشرات طلبة حفظ القرآن الكريم.
وقد طالب السكان بترميمها وفتحها من جديد لحفظة القرآن والراغبين في التفقه في الدين.

## التصنيف
بسبب الأهمية التاريخية لزاوية الغبارنة، باشرت «مديرية الثقافة لولاية بومرداس» بتسجيل الزاوية في «قائمة الجرد الإضافي» خلال سنة 2008م، وهي إحدى طرق التصنيف والحماية للموروث الثقافي التي ينص عليها قانون 98 – 04 المؤرخ في 15 جوان 1998م والمتعلق بحماية التراث الثقافي.
كما قامت نفس المديرية الثقافية بإعادة الاعتبار للزاوية من خلال حملة تطوعية لتنظيف الزاوية تمت برمجتها بمناسبة شهر التراث الثقافي لسنة 2011م، كما اقترحت على «الصندوق الوطني للتراث الثقافي» تسجيل عملية أشغال الترميم وإعادة الاعتبار للزاوية.

## إعادة التهيئة
شُرع في إعادة تهيئة «زاوية الغبارنة» من طرف "مديرية الشؤون الدينية لولاية بومرداس ابتداء من شهر سبتمبر 2015م ضمن برنامج إعادة فتح 4 زوايا مغلقة.
وجاءت عملية إعادة فتح كل الزوايا الموجودة بولاية بومرداس، بعد إهمال وركود منذ سنوات لأسباب أمنية وغيرها، بشكل تدريجي لاستعادة نشاطها ودورها في متابعة النشاط المسجدي وضرورة استرجاع مكانتها كمعالم بارزة في تعليم وحفظ القرآن الكريم.
وستساهم «زاوية الغبارنة» من جديد في تفعيل دور ونشاط الزوايا والمدارس القرآنية المتواجدة بولاية بومرداس ومتابعة النشاط المسجدي من أجل الحفاظ على هوية الشعب الجزائري وعدم زعزعته عن دينه وأصالته في ظل ما يتعرض له العالم الإسلامي من هجمات دينية، وذلك من خلال ما تقدمه من نشاطات دينية كحفظ وتدريس القرآن والأحاديث النبوية الشريفة ودروس في الوعظ ولإرشاد ونبذ الخلافات وإصلاح ذات البين.[بحاجة لمصدر]
ومن أجل استعادة نشاط زاوية الغبارنة في بلدية خميس الخشنة، تم تأسيس لجنة دينية لإعادة بعث نشاطها الديني من حفظ ودراسة القرآن وأذكار الجمعة بعدما تم البدء في تهيئتها.

## المهام
لعبت «زاوية الغبارنة» أدوارا تعليمية وتربوية هامة منذ نشأتها معتمدة في ذلك على المرجعية الدينية الجزائرية، وتخرج على يديها العديد من العلماء والمصلحين ساهمـوا في نشـر تعاليـم الإسلام، وقاومـوا حملات التبشير النصراني بقيادة الكنيسة الكاثوليكية التي باركت وصاحبت الحملة الفرنسية على الجزائر.
وتتمثل مهام الزاوية حاليا في تعليم وحفظ القرآن الكريم وفق رواية ورش عن نافع من طريق الإمام الأزرق وكذلك من طريق الإمام الأصبهاني، التي اعتمدتها أجيال الشعب الجزائري منذ أكثر من اثني عشر قرنا، بما يسمح بتخرج سنوي لعشرات الطلبة الحافظين للقرآن الكريم بأحكامه والحديث النبوي الشريف ومعلمي القرآن والمرشدات الدينيات.
وسيُعتمد عليهم في تأطير مختلف مساجد ولاية بومرداس وخارجها، خاصة في شهر رمضان بتزويد المساجد بالمقرئين، بالإضافة إلى نشاطات سنوية ستسهر إدارة الزاوية على إقامتها بشكل منتظم في المناسبات الدينية، كإحياء ذكرى المولد النبوي الشريف وغيرها.
ويندرج نشاط هذه الزاوية ضمن تعداد 8 زوايا و13 مدرسة قرآنية مستقلة وحوالي 15 كتابا لتعليم وحفظ القرآن وأحكامه ومن المساجد 401 على تراب ولاية بومرداس.

## الموقع
تقع «زاوية الغبارنة» غير بعيد عن الشريط الساحلي لولاية بومرداس على بعد 20 كلم إلى الجنوب من ميناء زموري، وعلى بعد 4 كلم إلى الغرب من سد بني عمران وعلى بعد 9 كلم إلى الجنوب الشرقي من سد الثنية.